# 新開地

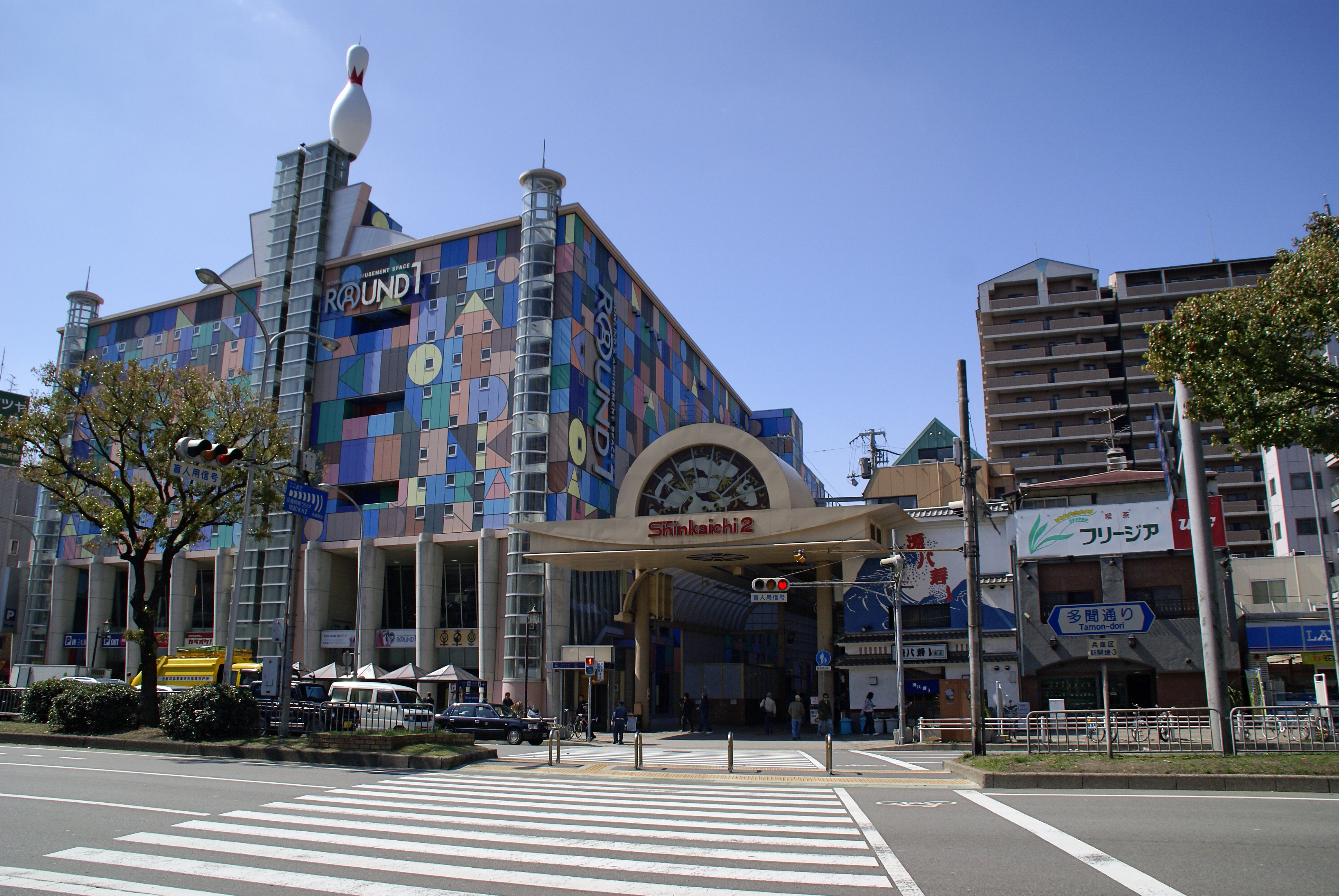
新開地商店街南入口

新開地是日本兵庫縣神戶市兵庫區南部的地名。位置在舊湊東區、兵庫區的區邊界一帶、神戶車站西側。從二次大戰開始前的1950年代中期，就成為了神戶市的辦公大樓、中心商務區（繁華街）、歡樂街所在地的中心市區。現在商務機能雖然都集中在中央區的三宮，但是目前也還是辦公大樓和店舖較多的地區，有「東之淺草，西之新開地」之稱。新開地在過去電影院鱗次櫛比，是日本電影文化的一大中心地。

## 附近的車站
- 神戶高速鐵道新開地車站
- 西日本旅客鐵道（JR西日本）神戶車站

## 外部連結
- 新開地情報站 （页面存档备份，存于）

1. ↑  . マイナビニュース. 2014-02-17  [2021-02-01]. （原始内容存档于2023-04-06） （日语）.